# Melanagromyza ricini
Melanagromyza ricini este o specie de muște din genul Melanagromyza, familia Agromyzidae, descrisă de Meijere în anul 1922. Conform Catalogue of Life specia Melanagromyza ricini nu are subspecii cunoscute.